# EHF European Cup der Frauen 2023/24
Am EHF European Cup 2023/24 nahmen 64 Handball-Vereinsmannschaften teil, die sich in der vorangegangenen Saison in ihren Heimatländern für den Wettbewerb qualifiziert hatten.  Die vierte Austragung des Wettbewerbs gewann die spanische Mannschaft atticgo Balonmano Elche.

## Runde 1
Die erste Runde wurde nicht ausgetragen.

## Runde 2
An der zweiten Runde nahmen 64 Mannschaften teil.

### Qualifizierte Teams
| - 7Drops WAT Atzgersdorf - SC witasek Ferlach - MGA Fivers - Azeryol HK - Kur - Qaradağ HK - KTSV Eupen - ŽRK Borac - HRK Grude - RK Hadžići - ŽRK Krivaja Zavidovići - ChK Bjala - Youth Union of Athienou - Cyview Developers Latsia Nicosia - Házená Kynžvart - atticgo Balonmano Elche - KH-7 BM Granollers - Rocasa Gran Canaria - Hondbóltsfelagið Neistin - H71 - Anagennisi Artas - O.F.N. Ionias - AEP Panorama - A.E.S.H. Pylea - ŽRK Bjelovar - ŽRK Dugo Selo '55 - ÍBV Vestmannaeyja - Holon HC - Maccabi Arazim Ramat gan - SSV Brixen - Handball Erice - Cassa Rurale Pontinia | - Jomi Salerno - KHF Ferizaj - KHF Istogu - Cascada HC Garliava SM - Žalgiris Kaunas - HB Dudelange - Handball Käerjeng - Swieqi RGF Malta Phoenix - ORK Rudar - ŽRK Tivat - ŽRK Kumanovo - ŽRK Gjorče Petrov-ŽRK Skopje - ŽRK Čair Skopje - Venéco VELO - Cabooter HandbaL Venlo - Westfriesland SEW - Benfica Lissabon - Madeira Andebol SAD - Colégio de Gaia - ADA de São Pedro do Sul - SIR 1º Maio/Ada CJB - HV Herzogenbuchsee - Yellow Winterthur - HK Slovan Duslo Šaľa - IUVENTA Michalovce - ŽRK Izola - ŽRD Litija - ŽRK Mlinotest Ajdovščina - Ankara Yenimahalle BSK - Görele BSK - Konyaaltı BSK - Armada Praxis Yalikavaspor |

### Ausgeloste Spiele und Ergebnisse
| Mannschaft 1                                     | Mannschaft 2                                     | Hinspiel             | Rückspiel            | Gesamt  |
| ------------------------------------------------ | ------------------------------------------------ | -------------------- | -------------------- | ------- |
| ŽRK Izola Treven 11                              | Youth Union of Athienou Papa 31                  | 30.09.2023 18:00 Uhr | 01.10.2023 18:00 Uhr | 72 : 48 |
| ŽRK Izola Treven 11                              | Youth Union of Athienou Papa 31                  | 42 : 23 (24 : 10)    | 30 : 25 (18 : 13)    | 72 : 48 |
| ŽRK Izola Treven 11                              | Youth Union of Athienou Papa 31                  | 350 Zuschauer        | 380 Zuschauer        | 72 : 48 |
| Colégio de Gaia Oliveira 12                      | ÍBV Vestmannaeyja Haraldsdóttir 13               | 29.09.2023 20:30 Uhr | 30.09.2023 19:00 Uhr | 50 : 53 |
| Colégio de Gaia Oliveira 12                      | ÍBV Vestmannaeyja Haraldsdóttir 13               | 23 : 27 (14 : 10)    | 27 : 26 (12 : 09)    | 50 : 53 |
| Colégio de Gaia Oliveira 12                      | ÍBV Vestmannaeyja Haraldsdóttir 13               | 250 Zuschauer        | 250 Zuschauer        | 50 : 53 |
| Ankara Yenimahalle BSK Uzun 16                   | Venéco VELO Riepe 17                             | 23.09.2023 16:00 Uhr | 30.09.2023 19:00 Uhr | 60 : 51 |
| Ankara Yenimahalle BSK Uzun 16                   | Venéco VELO Riepe 17                             | 29 : 25 (15 : 14)    | 31 : 26 (17 : 13)    | 60 : 51 |
| Ankara Yenimahalle BSK Uzun 16                   | Venéco VELO Riepe 17                             | 600 Zuschauer        | 800 Zuschauer        | 60 : 51 |
| ŽRK Mlinotest Ajdovščina Fegic 20                | AEP Panorama Koukmisi 18                         | 23.09.2023 19:00 Uhr | 30.09.2023 18:00 Uhr | 71 : 55 |
| ŽRK Mlinotest Ajdovščina Fegic 20                | AEP Panorama Koukmisi 18                         | 40 : 26 (19 : 11)    | 31 : 29 (15 : 14)    | 71 : 55 |
| ŽRK Mlinotest Ajdovščina Fegic 20                | AEP Panorama Koukmisi 18                         | 550 Zuschauer        | 200 Zuschauer        | 71 : 55 |
| Anagennisi Artas Andritsou 12                    | O.F.N. Ionias Chmyrowa 11                        | 30.09.2023 18:00 Uhr | 01.10.2023 17:00 Uhr | 43 : 60 |
| Anagennisi Artas Andritsou 12                    | O.F.N. Ionias Chmyrowa 11                        | 20 : 34 (08 : 19)    | 23 : 26 (10 : 12)    | 43 : 60 |
| Anagennisi Artas Andritsou 12                    | O.F.N. Ionias Chmyrowa 11                        | 200 Zuschauer        | 200 Zuschauer        | 43 : 60 |
| Armada Praxis Yalikavaspor Özel 14               | ADA de São Pedro do Sul Tenda 23                 | 23.09.2023 16:00 Uhr | 24.09.2023 16:00 Uhr | 53 : 52 |
| Armada Praxis Yalikavaspor Özel 14               | ADA de São Pedro do Sul Tenda 23                 | 23 : 27 (14 : 13)    | 30 : 25 (13 : 12)    | 53 : 52 |
| Armada Praxis Yalikavaspor Özel 14               | ADA de São Pedro do Sul Tenda 23                 | 560 Zuschauer        | 620 Zuschauer        | 53 : 52 |
| atticgo Balonmano Elche So Delgado Pinto 16      | ChK Bjala Kasabowa 9                             | 22.09.2023 20:00 Uhr | 24.09.2023 11:30 Uhr | 97 : 30 |
| atticgo Balonmano Elche So Delgado Pinto 16      | ChK Bjala Kasabowa 9                             | 54 : 13 (31 : 07)    | 43 : 17 (20 : 11)    | 97 : 30 |
| atticgo Balonmano Elche So Delgado Pinto 16      | ChK Bjala Kasabowa 9                             | 600 Zuschauer        | 500 Zuschauer        | 97 : 30 |
| ŽRK Kumanovo Cvetanovska, Zečević je 9           | HV Herzogenbuchsee Albrecht 10                   | 23.09.2023 16:00 Uhr | 24.09.2023 16:00 Uhr | 39 : 60 |
| ŽRK Kumanovo Cvetanovska, Zečević je 9           | HV Herzogenbuchsee Albrecht 10                   | 22 : 29 (10 : 15)    | 17 : 31 (10 : 16)    | 39 : 60 |
| ŽRK Kumanovo Cvetanovska, Zečević je 9           | HV Herzogenbuchsee Albrecht 10                   | 295 Zuschauer        | 329 Zuschauer        | 39 : 60 |
| Qaradağ HK Mammadova 11                          | KH-7 BM Granollers Tort Net 14                   | 30.09.2023 17:00 Uhr | 01.10.2023 17:00 Uhr | 33 : 89 |
| Qaradağ HK Mammadova 11                          | KH-7 BM Granollers Tort Net 14                   | 15 : 48 (10 : 24)    | 18 : 41 (07 : 22)    | 33 : 89 |
| Qaradağ HK Mammadova 11                          | KH-7 BM Granollers Tort Net 14                   | 550 Zuschauer        | 550 Zuschauer        | 33 : 89 |
| Cyview Developers Latsia Nicosia Dimitrijević 19 | Swieqi RGF Malta Phoenix Kalla 19                | 29.09.2023 18:00 Uhr | 30.09.2023 18:00 Uhr | 62 : 68 |
| Cyview Developers Latsia Nicosia Dimitrijević 19 | Swieqi RGF Malta Phoenix Kalla 19                | 29 : 35 (17 : 16)    | 33 : 33 (13 : 18)    | 62 : 68 |
| Cyview Developers Latsia Nicosia Dimitrijević 19 | Swieqi RGF Malta Phoenix Kalla 19                | 70 Zuschauer         | 100 Zuschauer        | 62 : 68 |
| Kur Gugić 14                                     | Jomi Salerno Mangone 11                          | 23.09.2023 15:00 Uhr | 24.09.2023 15:00 Uhr | 38 : 65 |
| Kur Gugić 14                                     | Jomi Salerno Mangone 11                          | 19 : 29 (08 : 15)    | 19 : 36 (07 : 17)    | 38 : 65 |
| Kur Gugić 14                                     | Jomi Salerno Mangone 11                          | 800 Zuschauer        | 800 Zuschauer        | 38 : 65 |
| ŽRK Krivaja Zavidovići Bašić 16                  | Azeryol HK Bayramova 16                          | 30.09.2023 19:00 Uhr | 01.10.2023 19:00 Uhr | 57 : 54 |
| ŽRK Krivaja Zavidovići Bašić 16                  | Azeryol HK Bayramova 16                          | 31 : 29 (16 : 13)    | 26 : 25 (11 : 13)    | 57 : 54 |
| ŽRK Krivaja Zavidovići Bašić 16                  | Azeryol HK Bayramova 16                          | 1000 Zuschauer       | 1000 Zuschauer       | 57 : 54 |
| ORK Rudar Vujadinović 14                         | ŽRD Litija Kogovšek 12                           | 23.09.2023 18:00 Uhr | 30.09.2023 19:00 Uhr | 55 : 47 |
| ORK Rudar Vujadinović 14                         | ŽRD Litija Kogovšek 12                           | 30 : 19 (14 : 11)    | 25 : 28 (12 : 12)    | 55 : 47 |
| ORK Rudar Vujadinović 14                         | ŽRD Litija Kogovšek 12                           | 460 Zuschauer        | 500 Zuschauer        | 55 : 47 |
| Maccabi Arazim Ramat gan Shaul 13                | KHF Ferizaj Mittelstadt Stein 14                 | 30.09.2023 20:15 Uhr | 01.10.2023 19:00 Uhr | 59 : 48 |
| Maccabi Arazim Ramat gan Shaul 13                | KHF Ferizaj Mittelstadt Stein 14                 | 26 : 24 (11 : 12)    | 33 : 24 (16 : 13)    | 59 : 48 |
| Maccabi Arazim Ramat gan Shaul 13                | KHF Ferizaj Mittelstadt Stein 14                 | 568 Zuschauer        | 660 Zuschauer        | 59 : 48 |
| ŽRK Gjorče Petrov-ŽRK Skopje Kolarovska 14       | ŽRK Tivat Kovačević 13                           | 24.09.2023 18:00 Uhr | 01.10.2023 19:00 Uhr | 72 : 46 |
| ŽRK Gjorče Petrov-ŽRK Skopje Kolarovska 14       | ŽRK Tivat Kovačević 13                           | 43 : 22 (20 : 10)    | 29 : 24 (15 : 09)    | 72 : 46 |
| ŽRK Gjorče Petrov-ŽRK Skopje Kolarovska 14       | ŽRK Tivat Kovačević 13                           | 400 Zuschauer        | 300 Zuschauer        | 72 : 46 |
| SIR 1º Maio/Ada CJB Maria Nunes 11               | KHF Istogu Rugova Tahirukaj 16                   | 30.09.2023 18:00 Uhr | 01.10.2023 18:00 Uhr | 58 : 59 |
| SIR 1º Maio/Ada CJB Maria Nunes 11               | KHF Istogu Rugova Tahirukaj 16                   | 31 : 30 (17 : 14)    | 27 : 29 (14 : 13)    | 58 : 59 |
| SIR 1º Maio/Ada CJB Maria Nunes 11               | KHF Istogu Rugova Tahirukaj 16                   | 500 Zuschauer        | 600 Zuschauer        | 58 : 59 |
| Benfica Lissabon Bolzan 13                       | SC witasek Ferlach Kavalar 11                    | 23.09.2023 20:00 Uhr | 30.09.2023 19:00 Uhr | 67 : 52 |
| Benfica Lissabon Bolzan 13                       | SC witasek Ferlach Kavalar 11                    | 41 : 29 (23 : 09)    | 26 : 23 (13 : 12)    | 67 : 52 |
| Benfica Lissabon Bolzan 13                       | SC witasek Ferlach Kavalar 11                    | 250 Zuschauer        | 400 Zuschauer        | 67 : 52 |
| KTSV Eupen Dattolico 14                          | Žalgiris Kaunas Dunkulytė 12                     | 23.09.2023 20:15 Uhr | 30.09.2023 16:00 Uhr | 63 : 56 |
| KTSV Eupen Dattolico 14                          | Žalgiris Kaunas Dunkulytė 12                     | 36 : 27 (18 : 15)    | 27 : 29 (15 : 15)    | 63 : 56 |
| KTSV Eupen Dattolico 14                          | Žalgiris Kaunas Dunkulytė 12                     | 600 Zuschauer        | 200 Zuschauer        | 63 : 56 |
| ŽRK Čair Skopje Nikolovska 10                    | Cabooter HandbaL Venlo Kruijswijk 14             | 23.09.2023 14:00 Uhr | 30.09.2023 19:00 Uhr | 44 : 82 |
| ŽRK Čair Skopje Nikolovska 10                    | Cabooter HandbaL Venlo Kruijswijk 14             | 26 : 39 (10 : 19)    | 18 : 43 (09 : 22)    | 44 : 82 |
| ŽRK Čair Skopje Nikolovska 10                    | Cabooter HandbaL Venlo Kruijswijk 14             | 700 Zuschauer        | 300 Zuschauer        | 44 : 82 |
| Handball Erice Manojlovic 15                     | H71 Arge 15                                      | 22.09.2023 18:00 Uhr | 24.09.2023 18:00 Uhr | 59 : 52 |
| Handball Erice Manojlovic 15                     | H71 Arge 15                                      | 27 : 17 (12 : 07)    | 32 : 35 (14 : 17)    | 59 : 52 |
| Handball Erice Manojlovic 15                     | H71 Arge 15                                      | 300 Zuschauer        | 400 Zuschauer        | 59 : 52 |
| IUVENTA Michalovce Bačenková 13                  | ŽRK Borac Bobić, Ćurić je 7                      | 23.09.2023 16:00 Uhr | 24.09.2023 11:30 Uhr | 81 : 32 |
| IUVENTA Michalovce Bačenková 13                  | ŽRK Borac Bobić, Ćurić je 7                      | 45 : 18 (21 : 11)    | 36 : 14 (19 : 10)    | 81 : 32 |
| IUVENTA Michalovce Bačenková 13                  | ŽRK Borac Bobić, Ćurić je 7                      | 300 Zuschauer        | 300 Zuschauer        | 81 : 32 |
| RK Hadžići Halebić, Hadžiabdić, Stojanović je 7  | Konyaaltı BSK Aydemir 20                         | 23.09.2023 19:00 Uhr | 30.09.2023 15:00 Uhr | 38 : 83 |
| RK Hadžići Halebić, Hadžiabdić, Stojanović je 7  | Konyaaltı BSK Aydemir 20                         | 19 : 39 (08 : 14)    | 19 : 44 (12 : 21)    | 38 : 83 |
| RK Hadžići Halebić, Hadžiabdić, Stojanović je 7  | Konyaaltı BSK Aydemir 20                         | 600 Zuschauer        | 250 Zuschauer        | 38 : 83 |
| Cascada HC Garliava SM Bušaitė 12                | Hondbóltsfelagið Neistin Franksdóttir Joensen 15 | 22.09.2023 17:00 Uhr | 23.09.2023 17:00 Uhr | 49 : 50 |
| Cascada HC Garliava SM Bušaitė 12                | Hondbóltsfelagið Neistin Franksdóttir Joensen 15 | 28 : 25 (15 : 09)    | 21 : 25 (12 : 13)    | 49 : 50 |
| Cascada HC Garliava SM Bušaitė 12                | Hondbóltsfelagið Neistin Franksdóttir Joensen 15 | 220 Zuschauer        | 320 Zuschauer        | 49 : 50 |
| A.E.S.H. Pylea Argyropoulou 10                   | Handball Käerjeng Welter 11                      | 30.09.2023 13:00 Uhr | 01.10.2023 13:00 Uhr | 50 : 40 |
| A.E.S.H. Pylea Argyropoulou 10                   | Handball Käerjeng Welter 11                      | 24 : 21 (14 : 12)    | 26 : 19 (12 : 08)    | 50 : 40 |
| A.E.S.H. Pylea Argyropoulou 10                   | Handball Käerjeng Welter 11                      | 250 Zuschauer        | 280 Zuschauer        | 50 : 40 |
| ŽRK Bjelovar Vukojević 11                        | HB Dudelange Carrara 10                          | 29.09.2023 20:00 Uhr | 30.09.2023 18:00 Uhr | 65 : 38 |
| ŽRK Bjelovar Vukojević 11                        | HB Dudelange Carrara 10                          | 34 : 17 (20 : 08)    | 31 : 21 (18 : 08)    | 65 : 38 |
| ŽRK Bjelovar Vukojević 11                        | HB Dudelange Carrara 10                          | 200 Zuschauer        | 180 Zuschauer        | 65 : 38 |
| Holon HC Amar 6                                  | Rocasa Gran Canaria Zaldúa Achega 11             | 30.09.2023 19:00 Uhr | 01.10.2023 19:00 Uhr | 32 : 78 |
| Holon HC Amar 6                                  | Rocasa Gran Canaria Zaldúa Achega 11             | 15 : 37 (09 : 17)    | 17 : 41 (09 : 19)    | 32 : 78 |
| Holon HC Amar 6                                  | Rocasa Gran Canaria Zaldúa Achega 11             | 300 Zuschauer        | 300 Zuschauer        | 32 : 78 |
| Yellow Winterthur Vasić 22                       | Házená Kynžvart Besrukowa 15                     | 30.09.2023 16:00 Uhr | 01.10.2023 18:00 Uhr | 54 : 60 |
| Yellow Winterthur Vasić 22                       | Házená Kynžvart Besrukowa 15                     | 25 : 29 (08 : 11)    | 29 : 31 (16 : 17)    | 54 : 60 |
| Yellow Winterthur Vasić 22                       | Házená Kynžvart Besrukowa 15                     | 150 Zuschauer        | 300 Zuschauer        | 54 : 60 |
| Westfriesland SEW Veltrop 11                     | HRK Grude Petrović 18                            | 29.09.2023 20:00 Uhr | 01.10.2023 13:00 Uhr | 67 : 52 |
| Westfriesland SEW Veltrop 11                     | HRK Grude Petrović 18                            | 34 : 27 (18 : 15)    | 33 : 25 (17 : 16)    | 67 : 52 |
| Westfriesland SEW Veltrop 11                     | HRK Grude Petrović 18                            | 721 Zuschauer        | 547 Zuschauer        | 67 : 52 |
| 7Drops WAT Atzgersdorf Tesche 11                 | SSV Brixen Hachana Ep Kerkeni 15                 | 23.09.2023 19:00 Uhr | 30.09.2023 19:00 Uhr | 51 : 61 |
| 7Drops WAT Atzgersdorf Tesche 11                 | SSV Brixen Hachana Ep Kerkeni 15                 | 25 : 28 (14 : 15)    | 26 : 33 (14 : 13)    | 51 : 61 |
| 7Drops WAT Atzgersdorf Tesche 11                 | SSV Brixen Hachana Ep Kerkeni 15                 | 300 Zuschauer        | 400 Zuschauer        | 51 : 61 |
| Madeira Andebol SAD Mitrović 13                  | MGA Fivers Prevendar, Csamangó je 7              | 30.09.2023 18:00 Uhr | 01.10.2023 18:00 Uhr | 69 : 41 |
| Madeira Andebol SAD Mitrović 13                  | MGA Fivers Prevendar, Csamangó je 7              | 37 : 23 (19 : 08)    | 32 : 18 (16 : 14)    | 69 : 41 |
| Madeira Andebol SAD Mitrović 13                  | MGA Fivers Prevendar, Csamangó je 7              | 221 Zuschauer        | 190 Zuschauer        | 69 : 41 |
| Görele BSK Beytekin 10                           | ŽRK Dugo Selo '55 Bebek 21                       | 23.09.2023 15:00 Uhr | 30.09.2023 18:00 Uhr | 51 : 63 |
| Görele BSK Beytekin 10                           | ŽRK Dugo Selo '55 Bebek 21                       | 28 : 27 (17 : 09)    | 23 : 36 (10 : 17)    | 51 : 63 |
| Görele BSK Beytekin 10                           | ŽRK Dugo Selo '55 Bebek 21                       | 500 Zuschauer        | 602 Zuschauer        | 51 : 63 |
| HK Slovan Duslo Šaľa Ščípová 15                  | Cassa Rurale Pontinia Podda 13                   | 22.09.2023 18:00 Uhr | 24.09.2023 11:00 Uhr | 64 : 60 |
| HK Slovan Duslo Šaľa Ščípová 15                  | Cassa Rurale Pontinia Podda 13                   | 30 : 31 (15 : 16)    | 34 : 29 (14 : 12)    | 64 : 60 |
| HK Slovan Duslo Šaľa Ščípová 15                  | Cassa Rurale Pontinia Podda 13                   | 550 Zuschauer        | 400 Zuschauer        | 64 : 60 |

## Runde 3
An der dritten Runde nahmen 32 Mannschaften teil.

### Qualifizierte Teams
| - KTSV Eupen - ŽRK Krivaja Zavidovići - Házená Kynžvart - atticgo Balonmano Elche - KH-7 BM Granollers - Rocasa Gran Canaria - Hondbóltsfelagið Neistin - O.F.N. Ionias - A.E.S.H. Pylea - ŽRK Bjelovar - ŽRK Dugo Selo '55 - ÍBV Vestmannaeyja - Maccabi Arazim Ramat gan - SSV Brixen - Handball Erice - Jomi Salerno | - KHF Istogu - Swieqi RGF Malta Phoenix - ORK Rudar - ŽRK Gjorče Petrov-ŽRK Skopje - Cabooter HandbaL Venlo - Westfriesland SEW - Benfica Lissabon - Madeira Andebol SAD - HV Herzogenbuchsee - HK Slovan Duslo Šaľa - IUVENTA Michalovce - ŽRK Izola - ŽRK Mlinotest Ajdovščina - Ankara Yenimahalle BSK - Konyaaltı BSK - Armada Praxis Yalikavaspor |

### Ausgeloste Spiele und Ergebnisse
| Mannschaft 1                                      | Mannschaft 2                                  | Hinspiel             | Rückspiel            | Gesamt  |
| ------------------------------------------------- | --------------------------------------------- | -------------------- | -------------------- | ------- |
| Rocasa Gran Canaria Falcón 11                     | ŽRK Dugo Selo '55 Bebek 10                    | 12.11.2023 13:00 Uhr | 18.11.2023 17:00 Uhr | 56 : 44 |
| Rocasa Gran Canaria Falcón 11                     | ŽRK Dugo Selo '55 Bebek 10                    | 34 : 23 (19 : 10)    | 22 : 21 (14 : 13)    | 56 : 44 |
| Rocasa Gran Canaria Falcón 11                     | ŽRK Dugo Selo '55 Bebek 10                    | 423 Zuschauer        | 400 Zuschauer        | 56 : 44 |
| IUVENTA Michalovce Radović 18                     | KHF Istogu Miljanić 13                        | 18.11.2023 17:30 Uhr | 19.11.2023 11:30 Uhr | 90 : 36 |
| IUVENTA Michalovce Radović 18                     | KHF Istogu Miljanić 13                        | 43 : 18 (21 : 09)    | 47 : 18 (22 : 11)    | 90 : 36 |
| IUVENTA Michalovce Radović 18                     | KHF Istogu Miljanić 13                        | 800 Zuschauer        | 300 Zuschauer        | 90 : 36 |
| ŽRK Mlinotest Ajdovščina Abina 20                 | HV Herzogenbuchsee Sturny 8                   | 11.11.2023 18:00 Uhr | 12.11.2023 18:00 Uhr | 56 : 44 |
| ŽRK Mlinotest Ajdovščina Abina 20                 | HV Herzogenbuchsee Sturny 8                   | 35 : 24 (21 : 11)    | 21 : 20 (10 : 10)    | 56 : 44 |
| ŽRK Mlinotest Ajdovščina Abina 20                 | HV Herzogenbuchsee Sturny 8                   | 600 Zuschauer        | 600 Zuschauer        | 56 : 44 |
| Ankara Yenimahalle BSK 1                          | Maccabi Arazim Ramat gan 1                    | 10:00 1              | 10:00 1              | 20:0 1  |
| ORK Rudar Milošević 13                            | A.E.S.H. Pylea Kostopoulou 11                 | 18.11.2023 13:00 Uhr | 19.11.2023 13:00 Uhr | 51 : 54 |
| ORK Rudar Milošević 13                            | A.E.S.H. Pylea Kostopoulou 11                 | 29 : 28 (16 : 14)    | 22 : 26 (18 : 15)    | 51 : 54 |
| ORK Rudar Milošević 13                            | A.E.S.H. Pylea Kostopoulou 11                 | 350 Zuschauer        | 450 Zuschauer        | 51 : 54 |
| Swieqi RGF Malta Phoenix Mitrova 12               | Jomi Salerno Mangone 16                       | 11.11.2023 19:00 Uhr | 12.11.2023 19:00 Uhr | 36 : 66 |
| Swieqi RGF Malta Phoenix Mitrova 12               | Jomi Salerno Mangone 16                       | 17 : 39 (08 : 23)    | 19 : 37 (05 : 20)    | 36 : 66 |
| Swieqi RGF Malta Phoenix Mitrova 12               | Jomi Salerno Mangone 16                       | 500 Zuschauer        | 400 Zuschauer        | 36 : 66 |
| ÍBV Vestmannaeyja Jónsdóttir, Richardsdóttir je 8 | Madeira Andebol SAD Moniz 14                  | 11.11.2023 18:00 Uhr | 12.11.2023 18:00 Uhr | 42 : 69 |
| ÍBV Vestmannaeyja Jónsdóttir, Richardsdóttir je 8 | Madeira Andebol SAD Moniz 14                  | 19 : 33 (12 : 15)    | 23 : 36 (11 : 20)    | 42 : 69 |
| ÍBV Vestmannaeyja Jónsdóttir, Richardsdóttir je 8 | Madeira Andebol SAD Moniz 14                  | 215 Zuschauer        | 320 Zuschauer        | 42 : 69 |
| SSV Brixen Di Pietro 14                           | Armada Praxis Yalikavaspor Özel 12            | 11.11.2023 19:00 Uhr | 19.11.2023 15:00 Uhr | 46 : 64 |
| SSV Brixen Di Pietro 14                           | Armada Praxis Yalikavaspor Özel 12            | 27 : 36 (13 : 14)    | 19 : 28 (10 : 14)    | 46 : 64 |
| SSV Brixen Di Pietro 14                           | Armada Praxis Yalikavaspor Özel 12            | 579 Zuschauer        | 700 Zuschauer        | 46 : 64 |
| Benfica Lissabon Ana Silva, Bolzan je 10          | Hondbóltsfelagið Neistin Pálsdóttir Nólsoy 12 | 11.11.2023 13:00 Uhr | 12.11.2023 14:00 Uhr | 67 : 52 |
| Benfica Lissabon Ana Silva, Bolzan je 10          | Hondbóltsfelagið Neistin Pálsdóttir Nólsoy 12 | 34 : 27 (18 : 14)    | 33 : 25 (18 : 11)    | 67 : 52 |
| Benfica Lissabon Ana Silva, Bolzan je 10          | Hondbóltsfelagið Neistin Pálsdóttir Nólsoy 12 | 173 Zuschauer        | 193 Zuschauer        | 67 : 52 |
| Konyaaltı BSK Türkoğlu, Ichnewa, Hoşgör je 7      | KH-7 BM Granollers Somaza 14                  | 12.11.2023 13:00 Uhr | 18.11.2023 12:30 Uhr | 54 : 56 |
| Konyaaltı BSK Türkoğlu, Ichnewa, Hoşgör je 7      | KH-7 BM Granollers Somaza 14                  | 29 : 27 (16 : 15)    | 25 : 29 (11 : 14)    | 54 : 56 |
| Konyaaltı BSK Türkoğlu, Ichnewa, Hoşgör je 7      | KH-7 BM Granollers Somaza 14                  | 320 Zuschauer        | 1200 Zuschauer       | 54 : 56 |
| Házená Kynžvart Patrnčiaková 17                   | Westfriesland SEW op den Kelder 12            | 11.11.2023 18:00 Uhr | 18.11.2023 19:00 Uhr | 61 : 47 |
| Házená Kynžvart Patrnčiaková 17                   | Westfriesland SEW op den Kelder 12            | 31 : 24 (13 : 10)    | 30 : 23 (13 : 09)    | 61 : 47 |
| Házená Kynžvart Patrnčiaková 17                   | Westfriesland SEW op den Kelder 12            | 300 Zuschauer        | 800 Zuschauer        | 61 : 47 |
| KTSV Eupen Buerschaper 14                         | ŽRK Gjorče Petrov-ŽRK Skopje Kolarovska 21    | 12.11.2023 14:00 Uhr | 19.11.2023 20:00 Uhr | 75 : 93 |
| KTSV Eupen Buerschaper 14                         | ŽRK Gjorče Petrov-ŽRK Skopje Kolarovska 21    | 39 : 45 (19 : 23)    | 36 : 48 (20 : 22)    | 75 : 93 |
| KTSV Eupen Buerschaper 14                         | ŽRK Gjorče Petrov-ŽRK Skopje Kolarovska 21    | 500 Zuschauer        | 900 Zuschauer        | 75 : 93 |
| Handball Erice Manojlovic 15                      | ŽRK Izola Benigar 9                           | 17.11.2023 18:00 Uhr | 19.11.2023 18:00 Uhr | 51 : 42 |
| Handball Erice Manojlovic 15                      | ŽRK Izola Benigar 9                           | 26 : 19 (11 : 08)    | 25 : 23 (12 : 12)    | 51 : 42 |
| Handball Erice Manojlovic 15                      | ŽRK Izola Benigar 9                           | 280 Zuschauer        | 320 Zuschauer        | 51 : 42 |
| Cabooter HandbaL Venlo Kruijswijk 13              | ŽRK Krivaja Zavidovići Mehinagić 10           | 11.11.2023 19:00 Uhr | 18.11.2023 19:00 Uhr | 69 : 34 |
| Cabooter HandbaL Venlo Kruijswijk 13              | ŽRK Krivaja Zavidovići Mehinagić 10           | 39 : 19 (19 : 08)    | 30 : 15 (15 : 06)    | 69 : 34 |
| Cabooter HandbaL Venlo Kruijswijk 13              | ŽRK Krivaja Zavidovići Mehinagić 10           | 350 Zuschauer        | 650 Zuschauer        | 69 : 34 |
| O.F.N. Ionias Chmyrowa 13                         | atticgo Balonmano Elche van Zijl 14           | 08.11.2023 20:30 Uhr | 09.11.2023 20:30 Uhr | 50 : 60 |
| O.F.N. Ionias Chmyrowa 13                         | atticgo Balonmano Elche van Zijl 14           | 23 : 27 (10 : 16)    | 27 : 33 (13 : 15)    | 50 : 60 |
| O.F.N. Ionias Chmyrowa 13                         | atticgo Balonmano Elche van Zijl 14           | 277 Zuschauer        | 334 Zuschauer        | 50 : 60 |
| HK Slovan Duslo Šaľa Ščípová 17                   | ŽRK Bjelovar Turk 13                          | 11.11.2023 18:00 Uhr | 18.11.2023 19:00 Uhr | 52 : 57 |
| HK Slovan Duslo Šaľa Ščípová 17                   | ŽRK Bjelovar Turk 13                          | 30 : 27 (15 : 14)    | 22 : 30 (09 : 16)    | 52 : 57 |
| HK Slovan Duslo Šaľa Ščípová 17                   | ŽRK Bjelovar Turk 13                          | 800 Zuschauer        | 1000 Zuschauer       | 52 : 57 |

## Achtelfinale
Am Achtelfinale nahmen 16 Mannschaften teil. Die Gewinner wurden in einem Hin- und Rückspiel ermittelt.

### Qualifizierte Teams
| - Házená Kynžvart - atticgo Balonmano Elche - KH-7 BM Granollers - Rocasa Gran Canaria - A.E.S.H. Pylea - ŽRK Bjelovar - Handball Erice - Jomi Salerno | - ŽRK Gjorče Petrov-ŽRK Skopje - Cabooter HandbaL Venlo - Benfica Lissabon - Madeira Andebol SAD - IUVENTA Michalovce - ŽRK Mlinotest Ajdovščina - Ankara Yenimahalle BSK - Armada Praxis Yalikavaspor |

### Ausgeloste Spiele und Ergebnisse
| Mannschaft 1                               | Mannschaft 2                                | Hinspiel             | Rückspiel            | Gesamt  |
| ------------------------------------------ | ------------------------------------------- | -------------------- | -------------------- | ------- |
| KH-7 BM Granollers Guarieiro 14            | Handball Erice Manojlovic 14                | 13.01.2024 11:00 Uhr | 20.01.2024 17:30 Uhr | 64 : 56 |
| KH-7 BM Granollers Guarieiro 14            | Handball Erice Manojlovic 14                | 34 : 27 (18 : 11)    | 30 : 29 (17 : 11)    | 64 : 56 |
| KH-7 BM Granollers Guarieiro 14            | Handball Erice Manojlovic 14                | 1125 Zuschauer       | 300 Zuschauer        | 64 : 56 |
| Ankara Yenimahalle BSK Tügel 11            | Armada Praxis Yalikavaspor Özel 16          | 13.01.2024 12:30 Uhr | 20.01.2024 15:00 Uhr | 46 : 63 |
| Ankara Yenimahalle BSK Tügel 11            | Armada Praxis Yalikavaspor Özel 16          | 23 : 27 (11 : 16)    | 23 : 36 (08 : 14)    | 46 : 63 |
| Ankara Yenimahalle BSK Tügel 11            | Armada Praxis Yalikavaspor Özel 16          | 700 Zuschauer        | 450 Zuschauer        | 46 : 63 |
| Madeira Andebol SAD Rodrigues 9            | atticgo Balonmano Elche So Delgado Pinto 15 | 13.01.2024 18:00 Uhr | 20.01.2024 19:00 Uhr | 49 : 59 |
| Madeira Andebol SAD Rodrigues 9            | atticgo Balonmano Elche So Delgado Pinto 15 | 27 : 26 (14 : 16)    | 22 : 33 (13 : 17)    | 49 : 59 |
| Madeira Andebol SAD Rodrigues 9            | atticgo Balonmano Elche So Delgado Pinto 15 | 500 Zuschauer        | 1800 Zuschauer       | 49 : 59 |
| ŽRK Mlinotest Ajdovščina Abina 11          | IUVENTA Michalovce Kowalik 12               | 13.01.2024 18:00 Uhr | 21.01.2024 17:00 Uhr | 48 : 63 |
| ŽRK Mlinotest Ajdovščina Abina 11          | IUVENTA Michalovce Kowalik 12               | 22 : 31 (10 : 17)    | 26 : 32 (13 : 15)    | 48 : 63 |
| ŽRK Mlinotest Ajdovščina Abina 11          | IUVENTA Michalovce Kowalik 12               | 600 Zuschauer        | 600 Zuschauer        | 48 : 63 |
| ŽRK Gjorče Petrov-ŽRK Skopje Kolarovska 12 | Házená Kynžvart Patrnčiaková 13             | 13.01.2024 18:00 Uhr | 20.01.2024 18:00 Uhr | 65 : 63 |
| ŽRK Gjorče Petrov-ŽRK Skopje Kolarovska 12 | Házená Kynžvart Patrnčiaková 13             | 32 : 29 (13 : 14)    | 33 : 34 (20 : 16)    | 65 : 63 |
| ŽRK Gjorče Petrov-ŽRK Skopje Kolarovska 12 | Házená Kynžvart Patrnčiaková 13             | 500 Zuschauer        | 600 Zuschauer        | 65 : 63 |
| Jomi Salerno Squizziato 11                 | Rocasa Gran Canaria Nascimento 10           | 13.01.2024 18:30 Uhr | 20.01.2024 19:30 Uhr | 39 : 56 |
| Jomi Salerno Squizziato 11                 | Rocasa Gran Canaria Nascimento 10           | 20 : 26 (09 : 11)    | 19 : 30 (05 : 12)    | 39 : 56 |
| Jomi Salerno Squizziato 11                 | Rocasa Gran Canaria Nascimento 10           | 100 Zuschauer        | 100 Zuschauer        | 39 : 56 |
| ŽRK Bjelovar Turk 7                        | Cabooter HandbaL Venlo Kruijswijk 11        | 13.01.2024 19:00 Uhr | 21.01.2024 14:00 Uhr | 48 : 65 |
| ŽRK Bjelovar Turk 7                        | Cabooter HandbaL Venlo Kruijswijk 11        | 21 : 29 (14 : 14)    | 27 : 36 (14 : 18)    | 48 : 65 |
| ŽRK Bjelovar Turk 7                        | Cabooter HandbaL Venlo Kruijswijk 11        | 1500 Zuschauer       | - Zuschauer          | 48 : 65 |
| Benfica Lissabon Borschtschenko 14         | A.E.S.H. Pylea Trochidou 12                 | 19.01.2024 19:30 Uhr | 20.01.2024 20:00 Uhr | 75 : 58 |
| Benfica Lissabon Borschtschenko 14         | A.E.S.H. Pylea Trochidou 12                 | 44 : 26 (21 : 11)    | 31 : 32 (16 : 18)    | 75 : 58 |
| Benfica Lissabon Borschtschenko 14         | A.E.S.H. Pylea Trochidou 12                 | 480 Zuschauer        | 213 Zuschauer        | 75 : 58 |

## Viertelfinale
Am Viertelfinale nahmen acht Mannschaften teil. Die Gewinner wurden in einem Hin- und Rückspiel ermittelt.

### Qualifizierte Teams
| - atticgo Balonmano Elche - KH-7 BM Granollers - Rocasa Gran Canaria - ŽRK Gjorče Petrov-ŽRK Skopje | - Cabooter HandbaL Venlo - Benfica Lissabon - IUVENTA Michalovce - Armada Praxis Yalikavaspor |

### Ausgeloste Spiele und Ergebnisse
| Mannschaft 1                            | Mannschaft 2                                     | Hinspiel             | Rückspiel                               | Gesamt  |
| --------------------------------------- | ------------------------------------------------ | -------------------- | --------------------------------------- | ------- |
| Benfica Lissabon Lutunu Shunu 16        | Armada Praxis Yalikavaspor Chebbah 9             | 09.03.2024 14:00 Uhr | 17.03.2024 15:00 Uhr                    | 63 : 52 |
| Benfica Lissabon Lutunu Shunu 16        | Armada Praxis Yalikavaspor Chebbah 9             | 33 : 29 (19 : 17)    | 30 : 23 (12 : 11)                       | 63 : 52 |
| Benfica Lissabon Lutunu Shunu 16        | Armada Praxis Yalikavaspor Chebbah 9             | 273 Zuschauer        | 743 Zuschauer                           | 63 : 52 |
| atticgo Balonmano Elche van Zijl 13     | ŽRK Gjorče Petrov-ŽRK Skopje Jankulovska 9       | 10.03.2024 12:30 Uhr | 17.03.2024 19:00 Uhr                    | 73 : 39 |
| atticgo Balonmano Elche van Zijl 13     | ŽRK Gjorče Petrov-ŽRK Skopje Jankulovska 9       | 36 : 21 (14 : 10)    | 37 : 18 (16 : 10)                       | 73 : 39 |
| atticgo Balonmano Elche van Zijl 13     | ŽRK Gjorče Petrov-ŽRK Skopje Jankulovska 9       | 1200 Zuschauer       | 500 Zuschauer                           | 73 : 39 |
| KH-7 BM Granollers Capdevila Barbany 12 | Rocasa Gran Canaria Nascimento 14                | 10.03.2024 16:15 Uhr | 16.03.2024 13:30 Uhr                    | 50 : 52 |
| KH-7 BM Granollers Capdevila Barbany 12 | Rocasa Gran Canaria Nascimento 14                | 30 : 20 (11 : 13)    | 20 : 32 n. S. (2 : 4, 18 : 28, 11 : 10) | 50 : 52 |
| KH-7 BM Granollers Capdevila Barbany 12 | Rocasa Gran Canaria Nascimento 14                | 1052 Zuschauer       | 359 Zuschauer                           | 50 : 52 |
| IUVENTA Michalovce Kompanijez 11        | Cabooter HandbaL Venlo de Swart, Kruijswijk je 8 | 10.03.2024 17:00 Uhr | 16.03.2024 19:00 Uhr                    | 57 : 43 |
| IUVENTA Michalovce Kompanijez 11        | Cabooter HandbaL Venlo de Swart, Kruijswijk je 8 | 30 : 18 (12 : 08)    | 27 : 25 (12 : 12)                       | 57 : 43 |
| IUVENTA Michalovce Kompanijez 11        | Cabooter HandbaL Venlo de Swart, Kruijswijk je 8 | 950 Zuschauer        | 400 Zuschauer                           | 57 : 43 |

## Halbfinale
Am Halbfinale nahmen vier Mannschaften teil. Die Gewinner wurden in einem Hin- und Rückspiel ermittelt.

### Qualifizierte Teams
| - atticgo Balonmano Elche - Rocasa Gran Canaria | - Benfica Lissabon - IUVENTA Michalovce |

### Ausgeloste Spiele und Ergebnisse
| Mannschaft 1                     | Mannschaft 2                                  | Hinspiel             | Rückspiel            | Gesamt  |
| -------------------------------- | --------------------------------------------- | -------------------- | -------------------- | ------- |
| Rocasa Gran Canaria Nascimento 9 | atticgo Balonmano Elche So Delgado Pinto 16   | 21.04.2024 13:30 Uhr | 27.04.2024 19:00 Uhr | 42 : 50 |
| Rocasa Gran Canaria Nascimento 9 | atticgo Balonmano Elche So Delgado Pinto 16   | 24 : 26 (12 : 11)    | 18 : 24 (08 : 17)    | 42 : 50 |
| Rocasa Gran Canaria Nascimento 9 | atticgo Balonmano Elche So Delgado Pinto 16   | 350 Zuschauer        | 1560 Zuschauer       | 42 : 50 |
| IUVENTA Michalovce Kompanijez 14 | Benfica Lissabon Bolzan, Borschtschenko je 10 | 21.04.2024 17:00 Uhr | 28.04.2024 16:00 Uhr | 60 : 58 |
| IUVENTA Michalovce Kompanijez 14 | Benfica Lissabon Bolzan, Borschtschenko je 10 | 30 : 28 (14 : 11)    | 30 : 30 (20 : 17)    | 60 : 58 |
| IUVENTA Michalovce Kompanijez 14 | Benfica Lissabon Bolzan, Borschtschenko je 10 | 1600 Zuschauer       | 686 Zuschauer        | 60 : 58 |

## Finale
Im Finale spielten die beiden Halbfinalgewinner in Hin- und Rückspiel gegeneinander den Sieg im EHF European Cup 2023/2024 aus. Der spanische Verein Elche wurde als Gastgeber des ersten Spiels ausgelost. Die beiden Teams hatten in der Vorsaison (2022/2023) ihre Halbfinale verloren.
| 19. Mai 2024 12:00 Uhr | atticgo Balonmano Elche | 22:20 | IUVENTA Michalovce | Pabellón Esperanza Lag, Elche |
| 19. Mai 2024 12:00 Uhr | (11:10)                 |       |                    | Pabellón Esperanza Lag, Elche |
| 19. Mai 2024 12:00 Uhr |                         |       |                    | Pabellón Esperanza Lag, Elche |

| 24. Mai 2024 18:00 Uhr | IUVENTA Michalovce | 22:28 | atticgo Balonmano Elche | Chemkostav Aréna, Michalovce |
| 24. Mai 2024 18:00 Uhr | (10:15)            |       |                         | Chemkostav Aréna, Michalovce |
| 24. Mai 2024 18:00 Uhr |                    |       |                         | Chemkostav Aréna, Michalovce |

### Hinspiel
19. Mai 2024 in Elche, Pabellón Esperanza Lag, 2000 Zuschauer
atticgo Balonmano Elche: Carratú, Morales Claure – Wolfs (5), van Zijl (4), So Delgado Pinto (3), Oppedal (2), Benítez Gómez (2), Schukowa (1), Guilabert Navarro (1), Flores Adsuara  (1), Bernabé Cobos (1), do Nascimento (1), Rosa (1), Méndez García, Andreu Sempere, Agulló Pelegrin
IUVENTA Michalovce: Almeida, Jablonska-Bobal – Wollingerová (6), Popovcová (4), Habánková (4), Klucková  (2), Palová (1), Bačenková (1), Kompanijez (1), Krivokapić    (1), Radović, Dvoršcáková, Pejović , Soskyda, Kohutsch, Kowalik
Schiedsrichter: Žan Pukšič und Miha Satler,  Slowenien

### Rückspiel
24. Mai 2024 in Michalovce, Chemkostav Aréna, 1600 Zuschauer
IUVENTA Michalovce: Almeida, Jablonska-Bobal – Wollingerová (11), Kompanijez (5), Klucková  (2), Dvoršcáková (1), Pejović (1), Bačenková (1), Bieger (1), Radović, Dorsz, Popovcová, Palová, Habánková, Soskyda, Krivokapić
atticgo Balonmano Elche: Carratú, Morales Claure – van Zijl (5), So Delgado Pinto (5), Méndez García (3), Carrillo Ruiz-Huidobro (3), Benítez Gómez (2), Wolfs (2), Bernabé Cobos (2), do Nascimento   (2), Rosa (2), Oppedal (1), Flores Adsuara (1), Schukowa, Gascó Arranz, Moré Martínez
Schiedsrichter: Aleksandrs Radčenko und Ralfs Pērsis,  Lettland

## Statistiken

### Torschützenliste
Die Torschützenliste zeigt die drei besten Torschützinnen des EHF European Cups 2023/24.
Zu sehen sind die Nation der Spielerin, der Name, die Position, der Verein, die gespielten Spiele, die Tore und die Ø-Tore.
| Pl. | Nation         | Spieler                 | Pos. | Verein                       | Sp. | Tore | Ø    |
| --- | -------------- | ----------------------- | ---- | ---------------------------- | --- | ---- | ---- |
| 1.  | Spanien        | Danila So Delgado Pinto | (RL) | atticgo Balonmano Elche      | 11  | 64   | 5,82 |
| 2.  | Niederlande    | Tessa van Zijl          | (RR) | atticgo Balonmano Elche      | 11  | 53   | 4,82 |
| 3.  | Nordmazedonien | Ana Marija Kolarovska   | (RM) | ŽRK Gjorče Petrov-ŽRK Skopje | 8   | 51   | 6,38 |